# Maraton Berliński

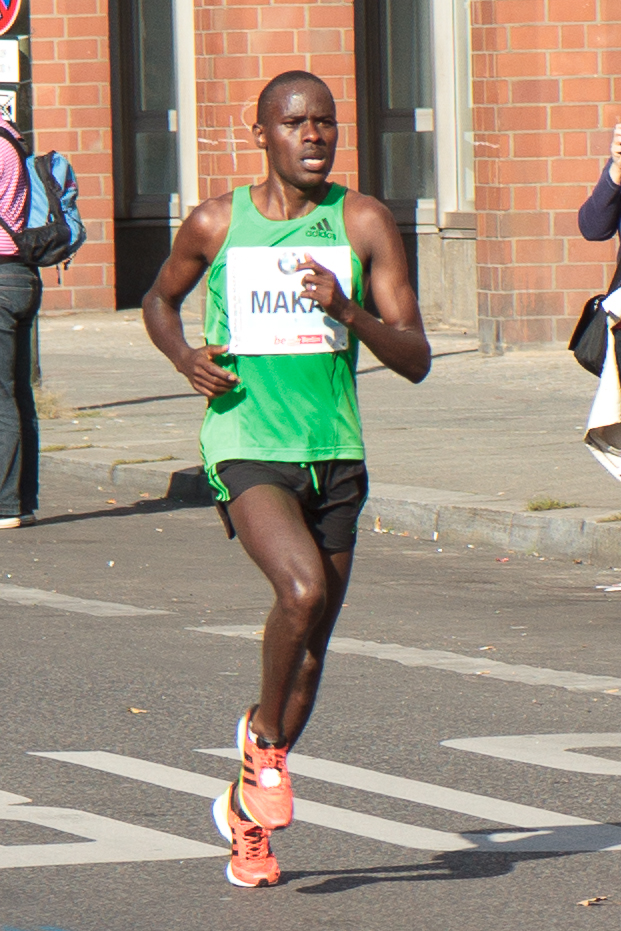
Patrick Makau Musyoki, rekordzista świata z 2011 roku.

Maraton Berliński (obecnie BMW Berlin Maraton) – bieg uliczny rozgrywany corocznie (we wrześniu lub październiku) na ulicach Berlina. Bieg odbył się po raz pierwszy 13 października 1974 roku, wówczas po ulicach Berlina Zachodniego w biegu na dystansie 42,195 km udział wzięło 286 osób.
Pierwszymi zwycięzcami biegu zostali Günter Hallas czasem 2:44:53 (biegający w maratonie do dziś) oraz Jutta von Haase wynikiem 3:22:01. Bieg ten rozgrywany jest od lat w podobnej formie – linia startu i mety usytuowane są w pobliżu Bramy Brandenburskiej. W 2011 roku bieg ukończyło 32 991 osób z czego 25 577 stanowili mężczyźni.

## Rekordy świata
W dotychczasowych edycjach tego biegu padło 13 rekordów świata. Do dziś w biegu mężczyzn najlepszym w historii jest Eliud Kipchoge, który w 2022 roku uzyskał wynik 2:01:09, natomiast wśród kobiet rekordem świata jest wynik Tigst Assefy – 2:11:53 z 2023 roku.
Mężczyzn
- 2022 — Eliud Kipchoge (KEN) → 2:01:09
- 2018 — Eliud Kipchoge (KEN) → 2:01:39
- 2014 — Dennis Kimetto (KEN) → 2:02:57
- 2013 — Wilson Kipsang Kiprotich (KEN) → 2:03:23
- 2011 — Patrick Makau Musyoki (KEN) → 2:03:38
- 2008 — Haile Gebrselassie (ETH) → 2:03:59
- 2007 — Haile Gebrselassie (ETH) → 2:04:26
- 2003 — Paul Tergat (KEN) → 2:04:55
- 1998 — Ronaldo da Costa (BRA) → 2:06:05

Kobiet
- 2023 — Tigst Assefa (ETH) → 2:11:53
- 2001 — Naoko Takahashi (JPN) → 2:19:46
- 1999 — Tegla Loroupe (KEN) → 2:20:43
- 1977 — Christa Vahlensieck (GER) → 2:34:48

W czołówce list all time mężczyzn duża część rezultatów pochodzi z maratonu w Berlinie.